# Leichtathletik-Europameisterschaften 2016/400 m Hürden der Männer

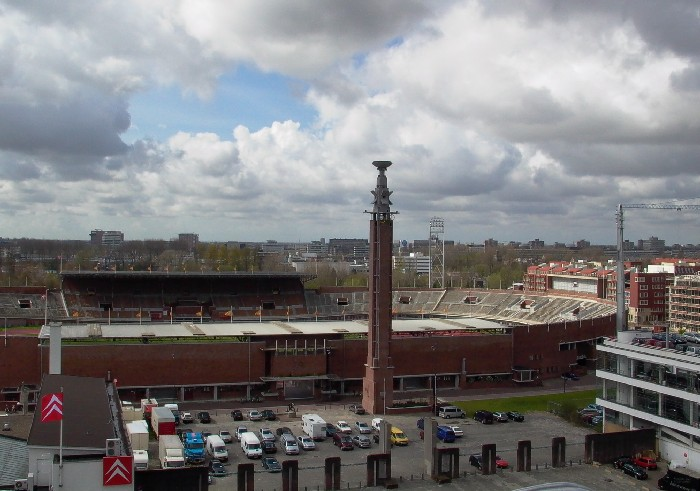
Das Olympiastadion in Amsterdam im Jahr 2005

Der 400-Meter-Hürdenlauf der Männer bei den Leichtathletik-Europameisterschaften 2016 wurde vom 6. bis 8. Juli 2016 im Olympiastadion der niederländischen Hauptstadt Amsterdam ausgetragen.
Europameister wurde der Türke Yasmani Copello. Er gewann vor dem Spanier Sergio Fernández. Bronze ging an den Titelverteidiger Kariem Hussein aus der Schweiz.

## Rekorde

### Bestehende Rekorde
| Weltrekord           | 46,78 s | Kevin Young      | OS Barcelona, Spanien  | 6. August 1992    |
| Europarekord         | 47,37 s | Stéphane Diagana | Lausanne, Schweiz      | 5. Juli 1995      |
| Meisterschaftsrekord | 47,48 s | Harald Schmid    | EM Athen, Griechenland | 8. September 1982 |

Der bereits seit 1982 bestehende EM-Rekord kam auch bei diesen Europameisterschaften nicht in Gefahr. Die deutlich schnellste Zeit erzielte mit 48,42 s der spätere Europameister Yasmani Copello aus der Türkei im zweiten Semifinalrennen, womit er 94 Hundertstelsekunden über dem Rekord blieb. Zum Europarekord fehlten ihm 1,07 s, zum Weltrekord 1,64 s.

### Rekordverbesserungen
Es wurden zwei neue Landesrekorde aufgestellt:
- 48,84 s – Karsten Warholm (Norwegen), erstes Halbfinale am 7. Juli
- 48,42 s – Yasmani Copello (Türkei), zweites Halbfinale am 7. Juli

## Durchführung
Für diese Disziplin kam zum ersten Mal ein neuer Austragungsmodus zur Anwendung. Die zwölf stärksten Athleten der europäischen Jahresbestenliste mussten in der Vorrunde noch nicht antreten, sondern stiegen erst im Halbfinale ein.

## Legende
Kurze Übersicht zur Bedeutung der Symbolik – so üblicherweise auch in sonstigen Veröffentlichungen verwendet:
| NR    | Nationaler Rekord                                                                                   |
| NU23R | Nationaler U23-Rekord                                                                               |
| DNF   | Wettkampf nicht beendet (did not finish)                                                            |
| ‡     | einer der zwölf schnellsten Hürdenläufer der Jahresbestenliste (Markierung verwendet im Halbfinale) |

## Vorrunde
Die Vorrunde wurde in vier Läufen durchgeführt. Die ersten beiden Athleten pro Lauf – hellblau unterlegt – sowie die darüber hinaus vier zeitschnellsten Läufer – hellgrün unterlegt – qualifizierten sich für das Halbfinale.

### Vorlauf 1
6. Juli 2016, 17:05 Uhr
| Platz | Name                 | Nation     | Zeit (s) |
| ----- | -------------------- | ---------- | -------- |
| 1     | Thomas Barr          | Irland     | 50,17    |
| 2     | Jaak-Heinrich Jagor  | Estland    | 50,54    |
| 3     | Robert Bryliński     | Polen      | 50,74    |
| 4     | Vít Müller           | Tschechien | 50,80    |
| 5     | Øyvind Kjerpeset     | Norwegen   | 51,05    |
| 6     | Denys Netschyporenko | Ukraine    | 51,53    |
| 7     | Dany Brand           | Schweiz    | 51,60    |

### Vorlauf 2

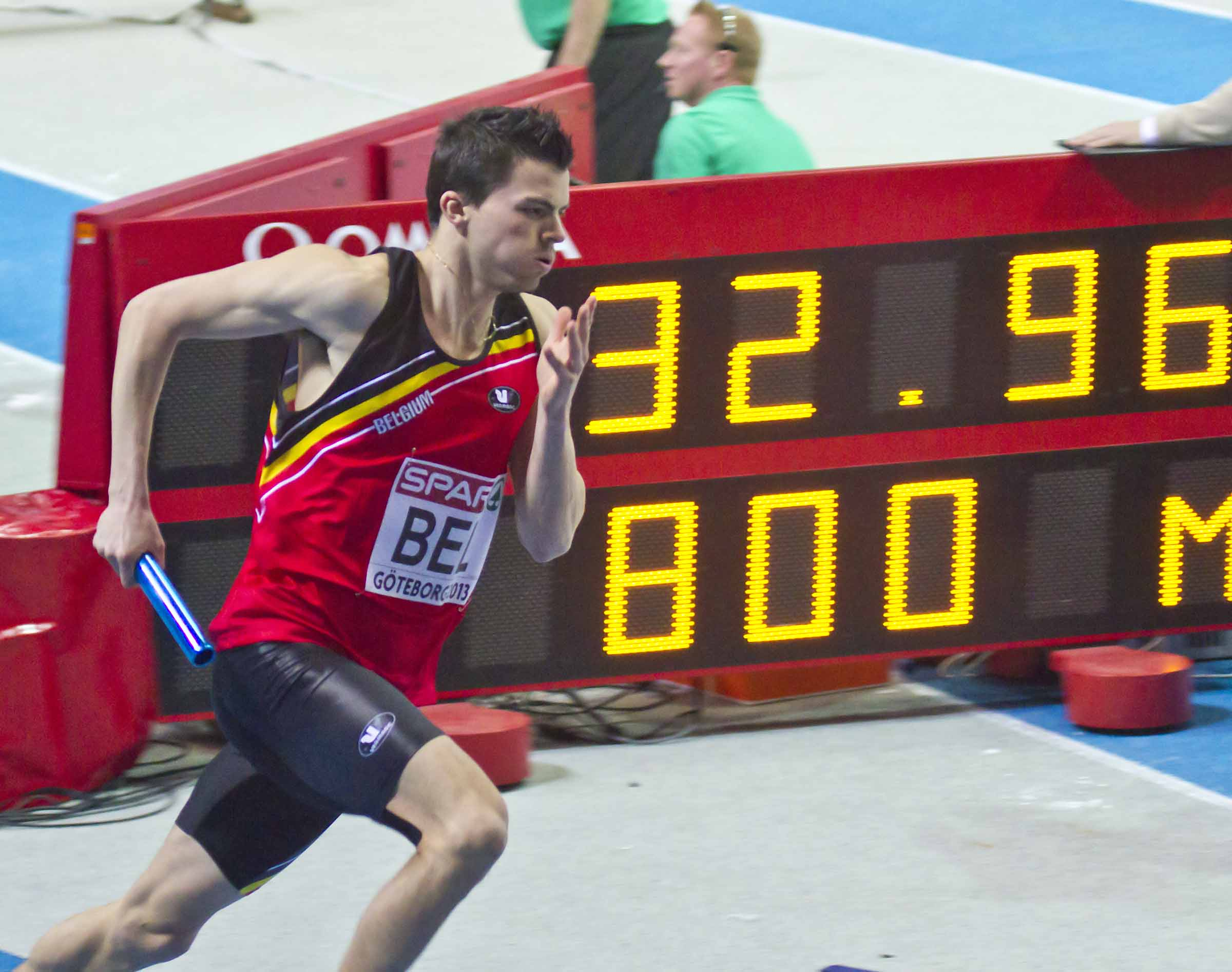
Als Sechster seines Vorlaufs hatte Arnaud Ghislain keine Chance auf die Halbfinalteilnahme

6. Juli 2016, 17:11 Uhr
| Platz | Name                   | Nation      | Zeit (s) |
| ----- | ---------------------- | ----------- | -------- |
| 1     | Tobias Giehl           | Deutschland | 50,30    |
| 2     | Mattia Contini         | Italien     | 51,26    |
| 3     | Nicolai Trock Hartling | Dänemark    | 51,49    |
| 4     | Paul Byrne             | Irland      | 53,12    |
| 5     | Arnaud Ghislain        | Belgien     | 53,65    |
| DNF   | Anatoliy Synyanskyy    | Ukraine     |          |

### Vorlauf 3

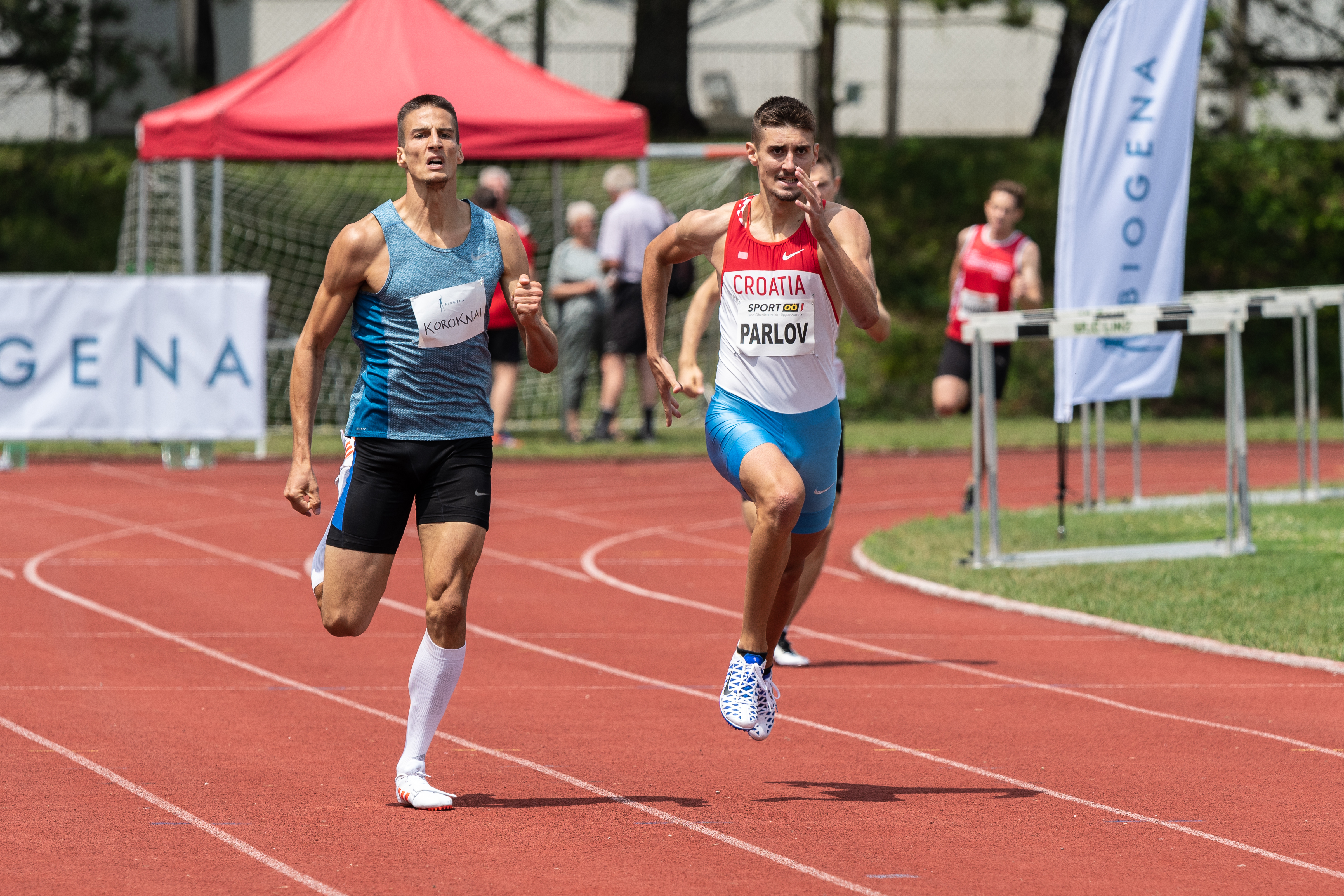
Tibor Koroknai (links) schied als Vierter seines Vorlaufs aus
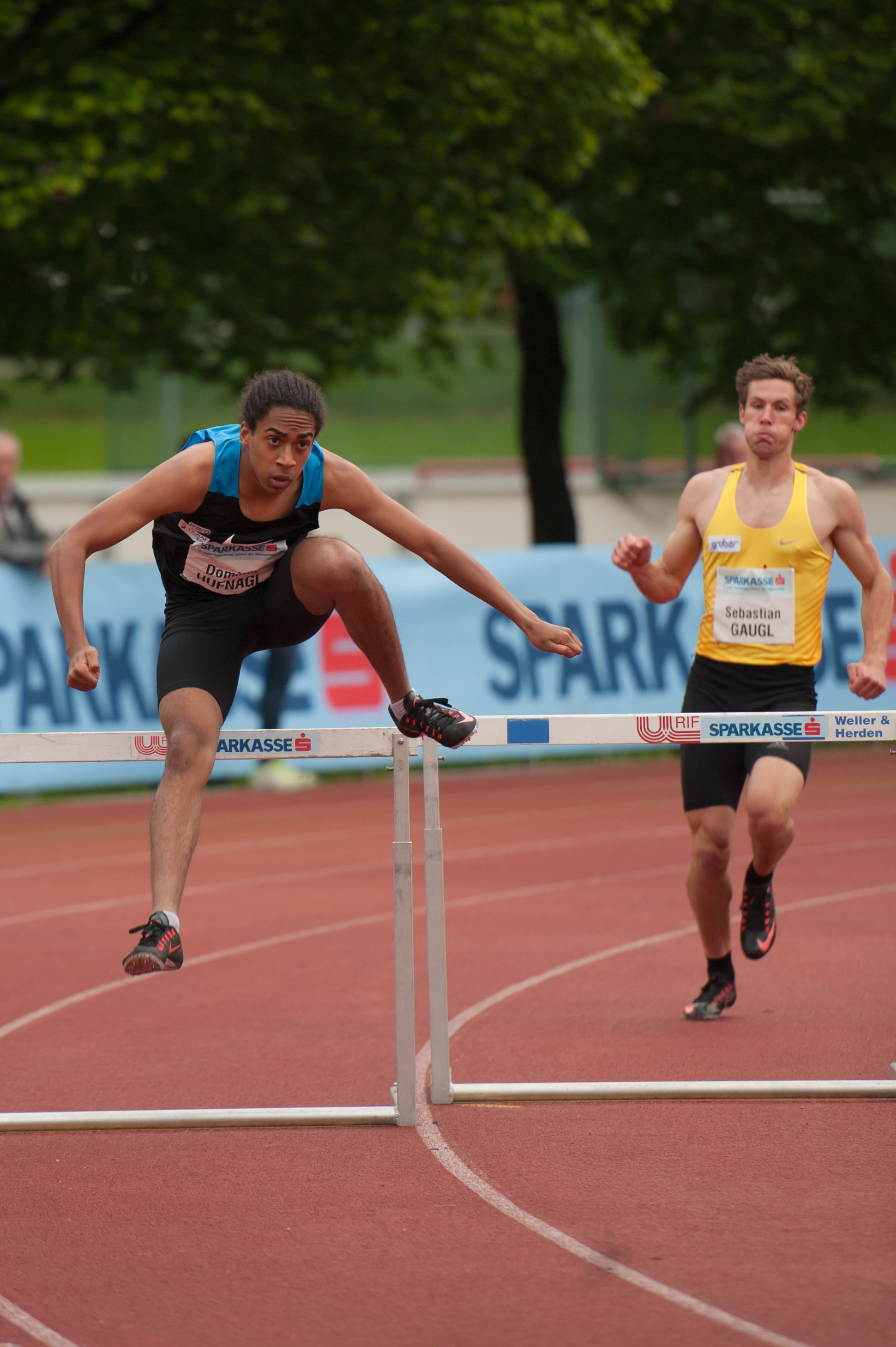
Dominik Hufnagl (links) wurde Fünfter im dritten Vorlauf und erreichte damit nicht die nächste Runde

6. Juli 2016, 17:17 Uhr
| Platz | Name            | Nation      | Zeit (s) |
| ----- | --------------- | ----------- | -------- |
| 1     | Patryk Adamczyk | Polen       | 51,00    |
| 2     | Mario Lambrughi | Italien     | 51,06    |
| 3     | Felix Franz     | Deutschland | 51,21    |
| 4     | Tibor Koroknai  | Ungarn      | 51,32    |
| 5     | Dominik Hufnagl | Österreich  | 51,88    |
| 6     | Javier Delgado  | Spanien     | 52,15    |
| 7     | Jussi Kanervo   | Finnland    | 52,35    |

### Vorlauf 4

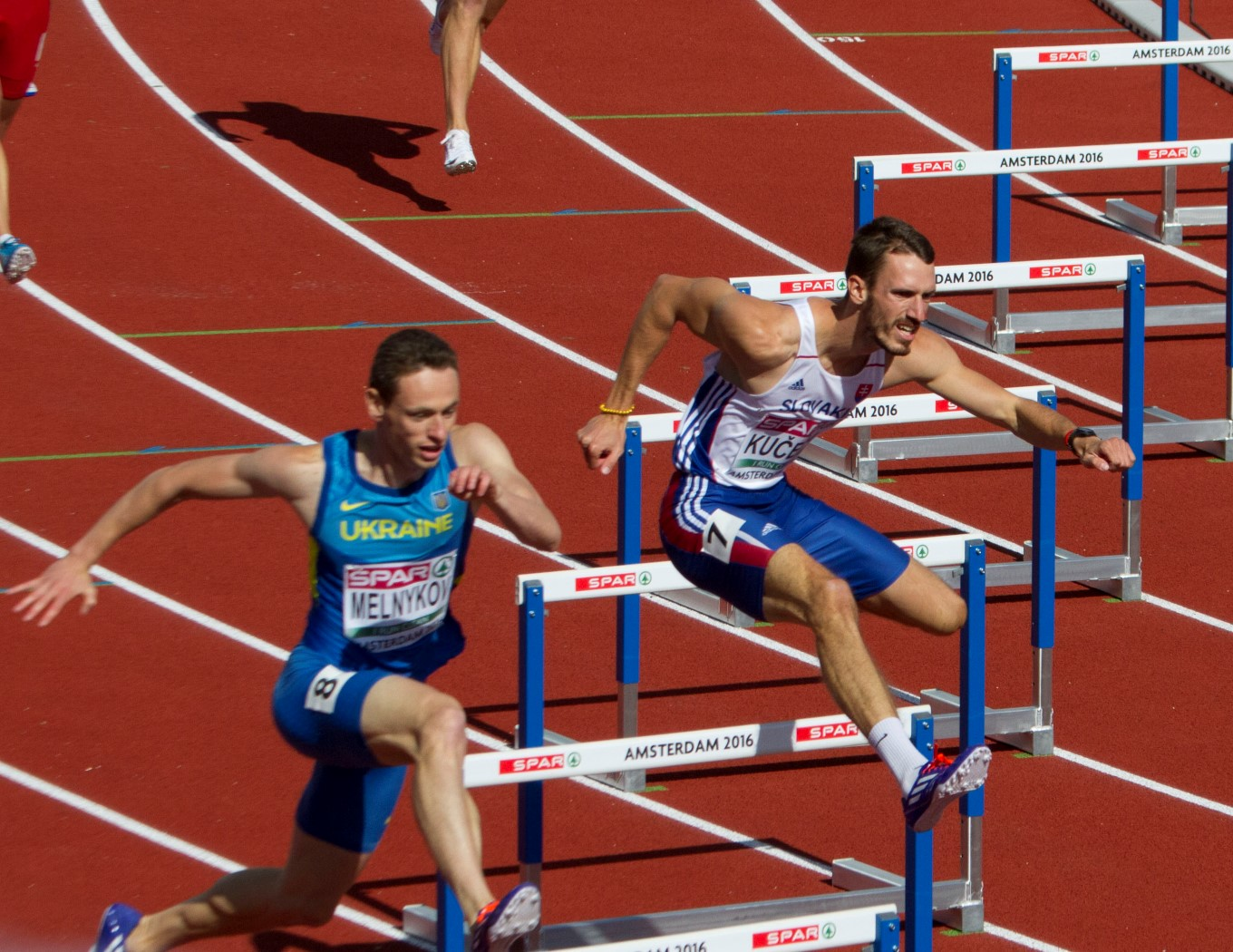
Letzter Vorlauf: Stanislav Melnykov (links) und Martin Kučera in der Zielkurve
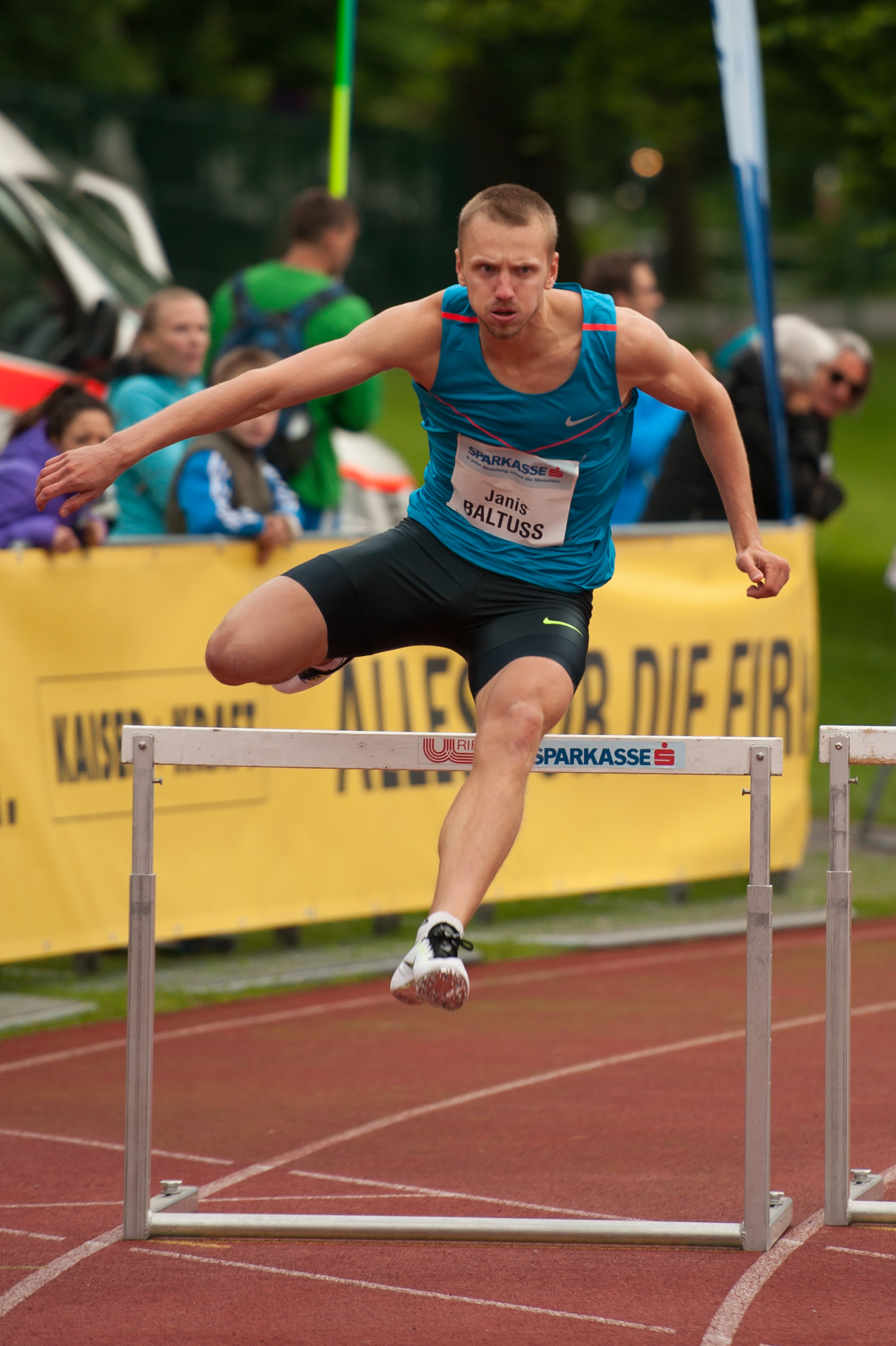
Sein sechster Platz im vierten Vorlauf reichte Jānis Baltušs nicht zum Weiterkommen

6. Juli 2016, 17:23 Uhr
| Platz | Name               | Nation     | Zeit (s) |
| ----- | ------------------ | ---------- | -------- |
| 1     | Martin Kučera      | Slowakei   | 49,56    |
| 2     | Oskari Mörö        | Finnland   | 50,37    |
| 3     | Stanislav Melnykov | Ukraine    | 50,57    |
| 4     | Michal Brož        | Tschechien | 50,83    |
| 5     | Jānis Baltušs      | Lettland   | 51,26    |
| 6     | Maor Seged         | Israel     | 52,52    |
| 7     | Jakub Smoliński    | Polen      | 53,27    |

## Halbfinale
Aus den drei Halbfinalläufen qualifizierten sich die jeweils ersten beiden Athleten – hellblau unterlegt – sowie die darüber hinaus zwei zeitschnellsten Läufer – hellgrün unterlegt – für das Finale.

### Lauf 1

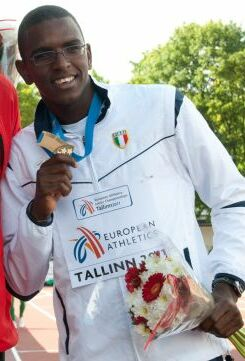
José Reynaldo Bencosme – Platz sechs
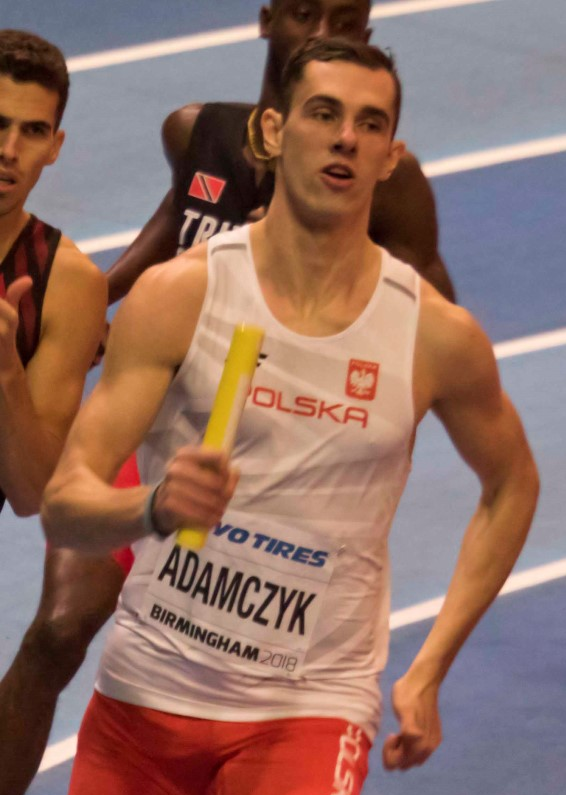
Patryk Adamczyk – Platz sieben
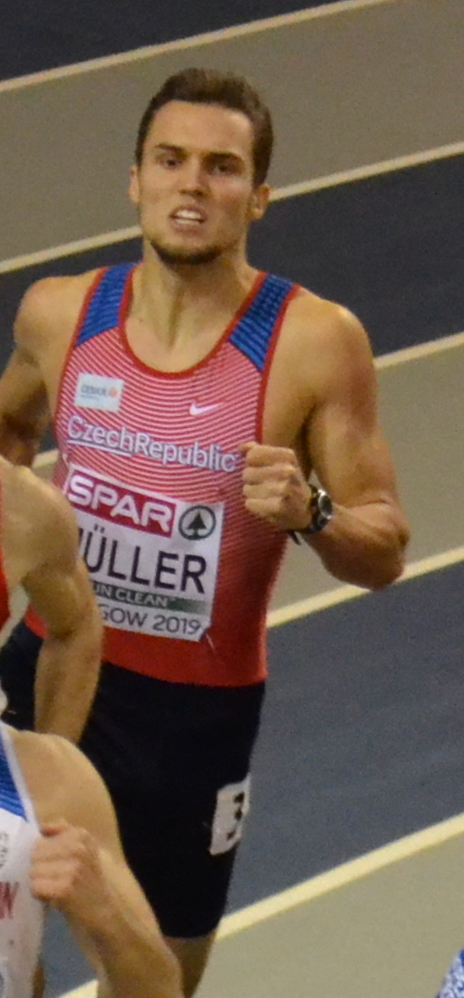
Vít Müller – Platz acht

7. Juli 2016, 16:15 Uhr
| Platz | Name                             | Nation         | Zeit (s)       |
| ----- | -------------------------------- | -------------- | -------------- |
| 1     | Karsten Warholm ‡                | Norwegen       | 48,84 NR/NU23R |
| 2     | Kariem Hussein ‡                 | Schweiz        | 48,87          |
| 3     | Jack Green ‡                     | Großbritannien | 48,98          |
| 4     | Martin Kučera                    | Slowakei       | 49,08          |
| 5     | Tobias Giehl                     | Deutschland    | 49,50          |
| 6     | José Reynaldo Bencosme de Leon ‡ | Italien        | 49,77          |
| 7     | Patryk Adamczyk                  | Polen          | 50,12          |
| 8     | Vít Müller                       | Tschechien     | 50,20          |

### Lauf 2

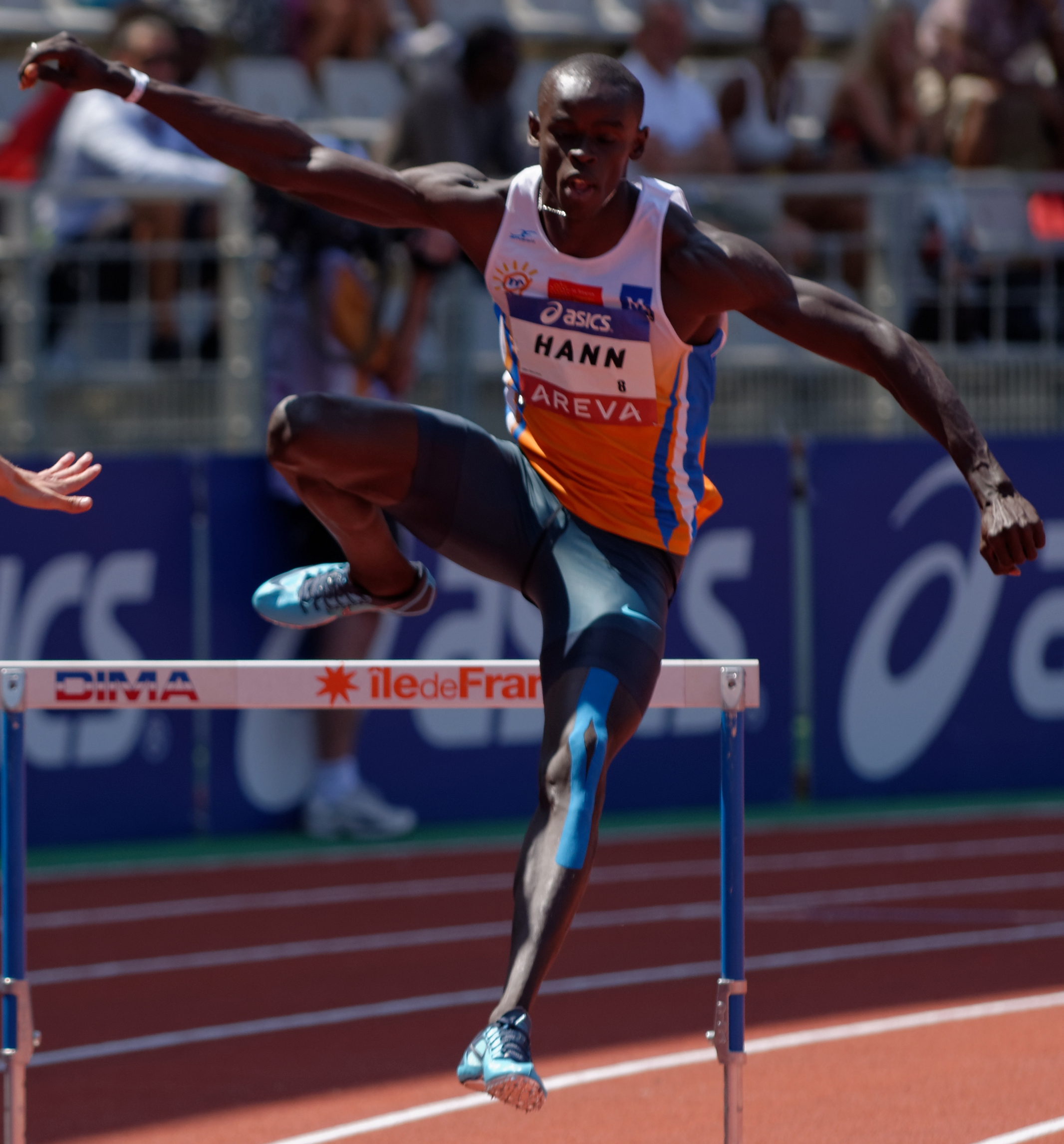
Mamadou Kasse Hann – Dritter, nur sechs Hundertstelsekunden hinter dem Zweiten
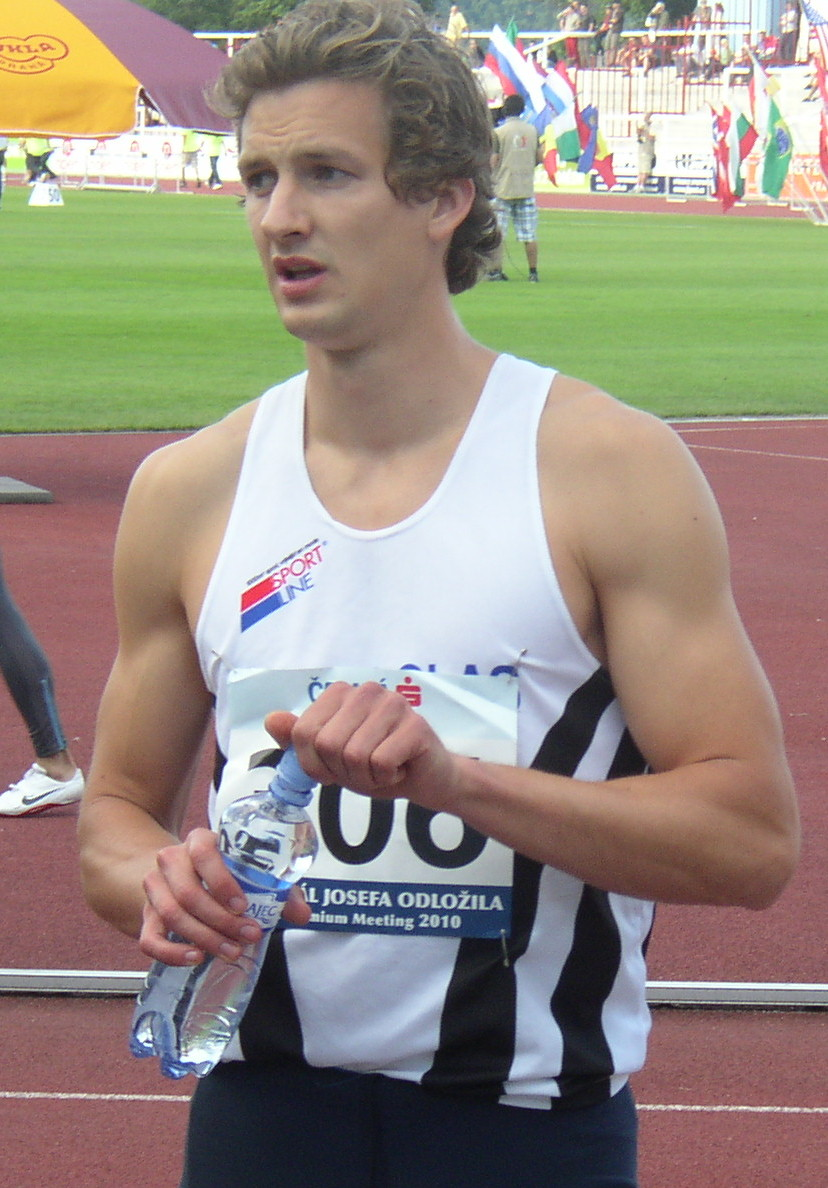
Michaël Bultheel – Platz sechs
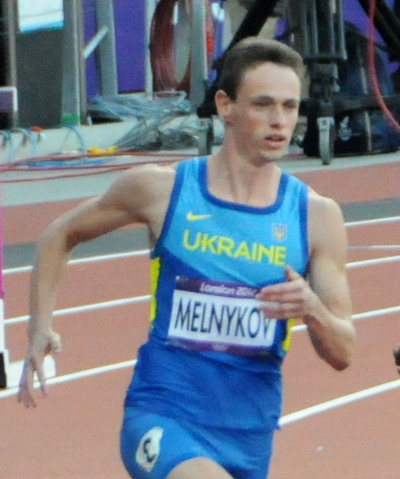
Stanislav Melnykov – Platz sieben
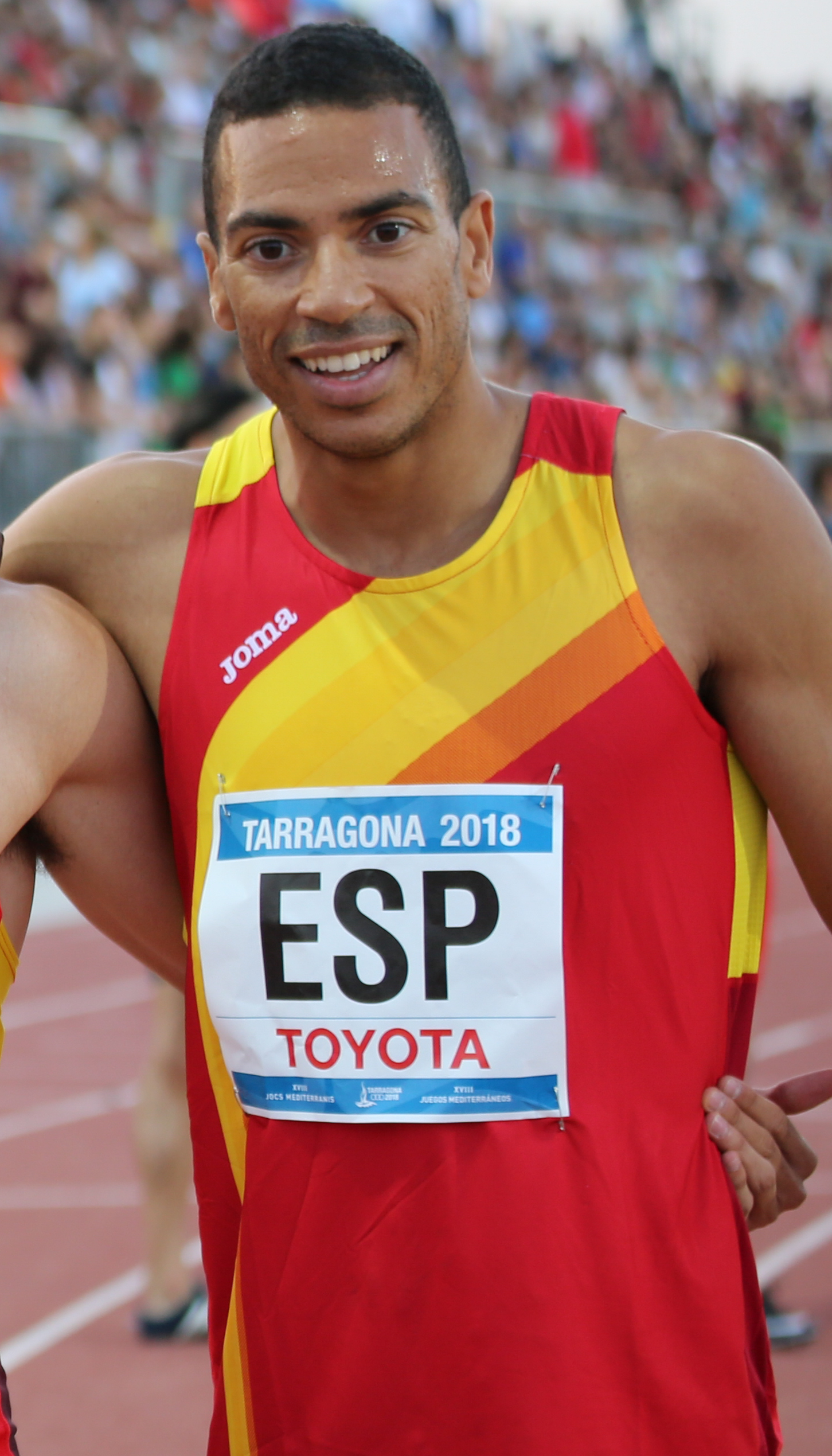
Mark Ujakpor – nicht im Ziel

7. Juli 2016, 16:22 Uhr
| Platz | Name                 | Nation         | Zeit (s) |
| ----- | -------------------- | -------------- | -------- |
| 1     | Yasmani Copello ‡    | Türkei         | 48,42 NR |
| 2     | Rhys Williams ‡      | Großbritannien | 49,22    |
| 3     | Mamadou Kassé Hann ‡ | Frankreich     | 49,28    |
| 4     | Mario Lambrughi      | Italien        | 49,60    |
| 5     | Jaak-Heinrich Jagor  | Estland        | 49,65    |
| 6     | Michaël Bultheel ‡   | Belgien        | 49,72    |
| 7     | Stanislav Melnykov   | Ukraine        | 51,06    |
| DNF   | Mark Ujakpor ‡       | Spanien        |          |

### Lauf 3

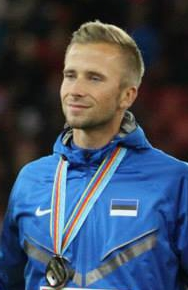
Für den EM-Zweiten von 2014 Rasmus Mägi war der Wettkampf trotz Rang drei in seinem Rennen schon nach dem Halbfinale beendet
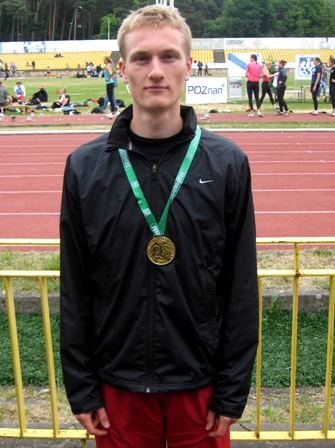
Robert Brylińskis sechster Rang im letzten Semifinale war zu wenig, um im Finale dabei zu sein

7. Juli 2016, 16:29 Uhr
| Platz | Name               | Nation         | Zeit (s) |
| ----- | ------------------ | -------------- | -------- |
| 1     | Sergio Fernández ‡ | Spanien        | 49,20    |
| 2     | Oskari Mörö        | Finnland       | 49,37    |
| 3     | Rasmus Mägi ‡      | Estland        | 49,50    |
| 4     | Tom Burton ‡       | Großbritannien | 49,71    |
| 5     | Thomas Barr        | Irland         | 50,09    |
| 6     | Robert Bryliński   | Polen          | 50,42    |
| 7     | Mattia Contini     | Italien        | 50,78    |
| 8     | Michal Brož        | Tschechien     | 50,85    |

## Finale

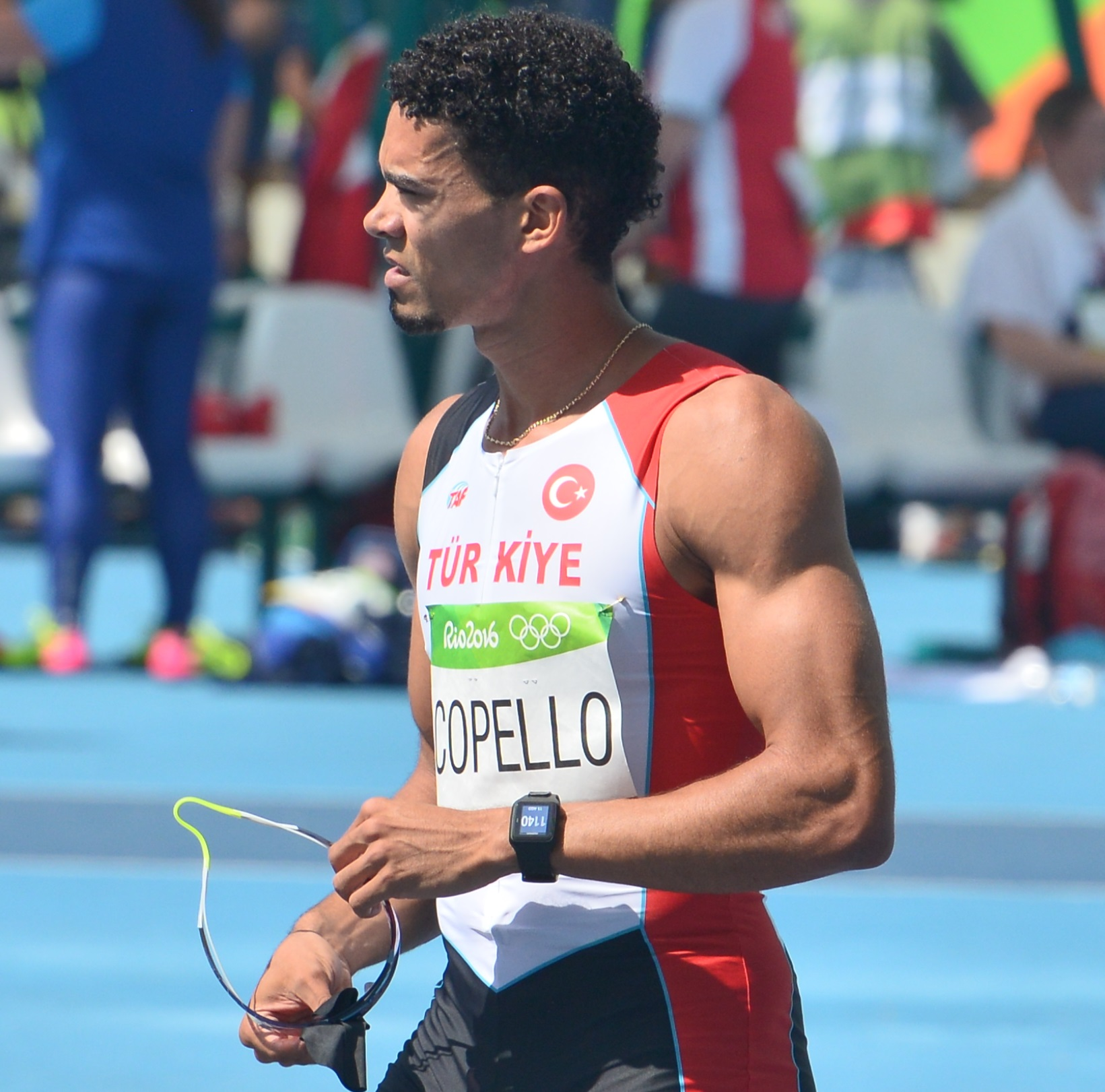
Europameister Yasmani Copello
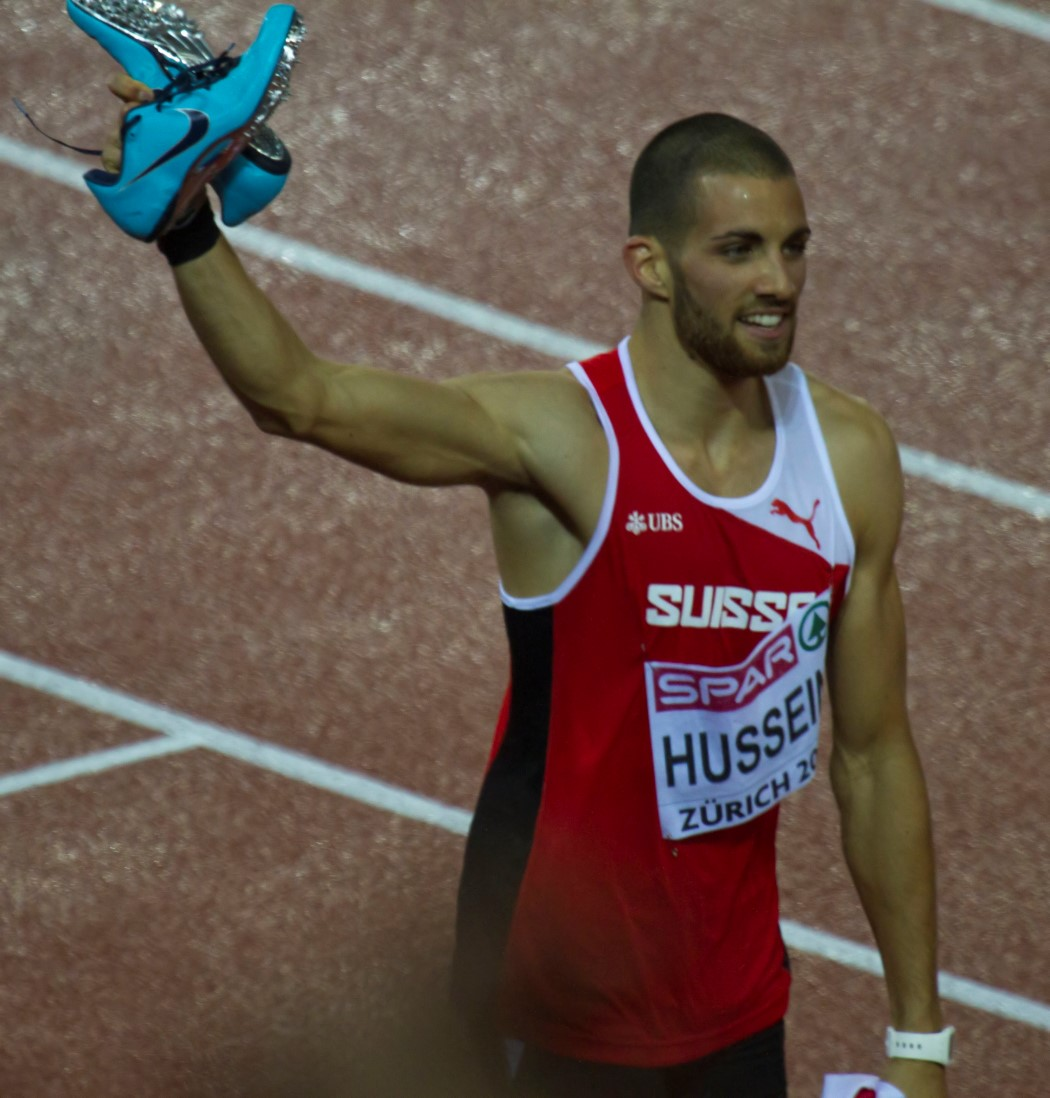
Bronze für Titelverteidiger Kariem Hussein
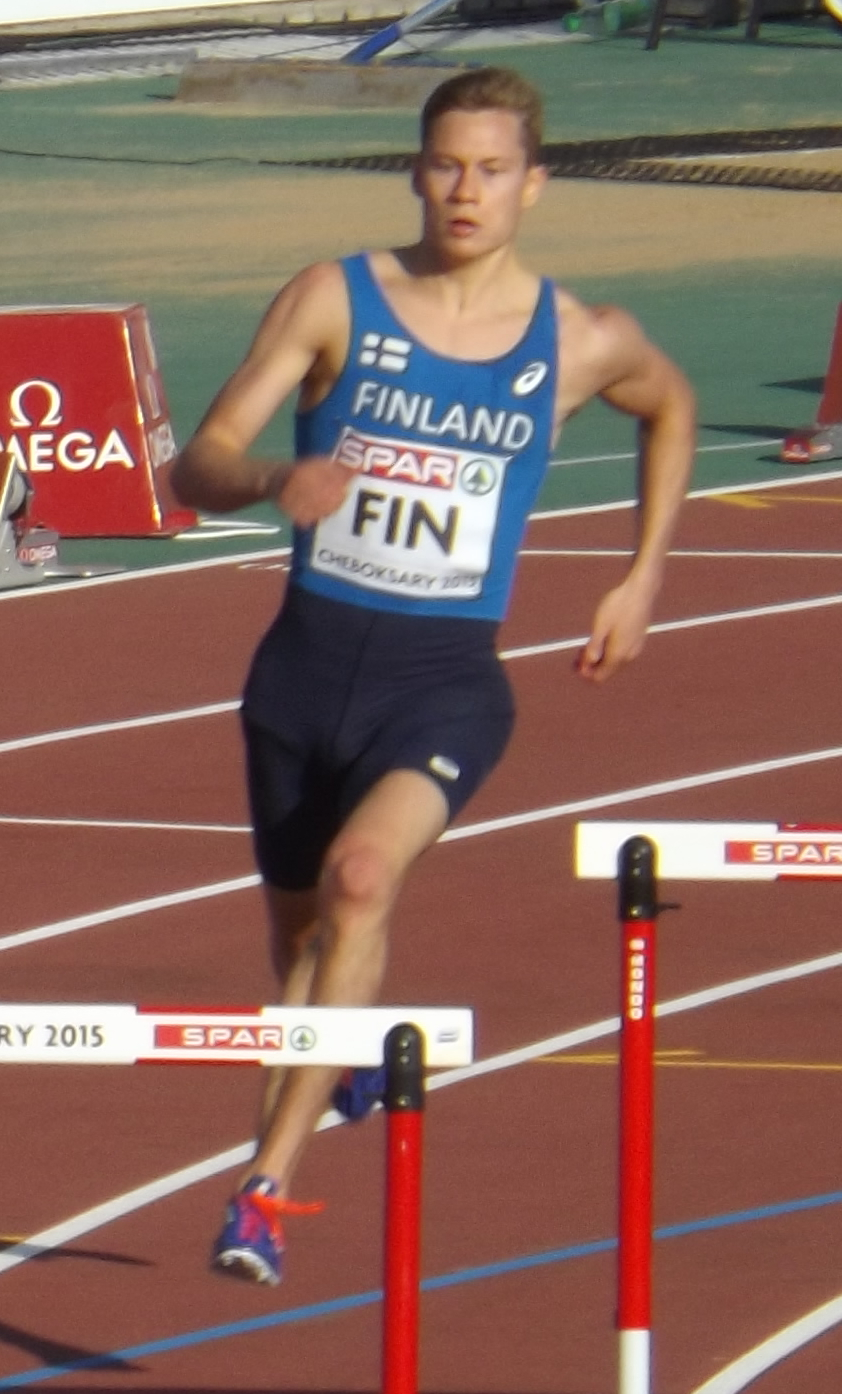
Oskari Mörö belegte Rang vier

8. Juli 2016, 19:40 Uhr
| Platz | Name             | Nation         | Zeit (s) |
| ----- | ---------------- | -------------- | -------- |
| 1     | Yasmani Copello  | Türkei         | 48,98    |
| 2     | Sergio Fernández | Spanien        | 49,06    |
| 3     | Kariem Hussein   | Schweiz        | 49,10    |
| 4     | Oskari Mörö      | Finnland       | 49,24    |
| 5     | Rhys Williams    | Großbritannien | 49,63    |
| 6     | Karsten Warholm  | Norwegen       | 49,82    |
| 7     | Martin Kučera    | Slowakei       | 49,82    |
| DNF   | Jack Green       | Großbritannien |          |

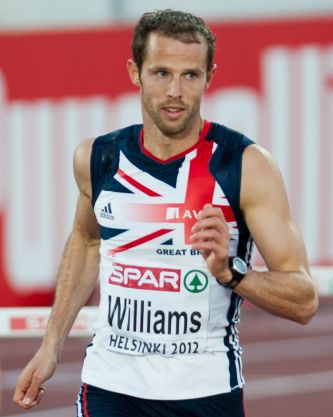
Rhys Williams, 2012 Europameister, 2010 Vizeeuropameister und 2006 EM-Dritter. wurde diesmal Fünfter
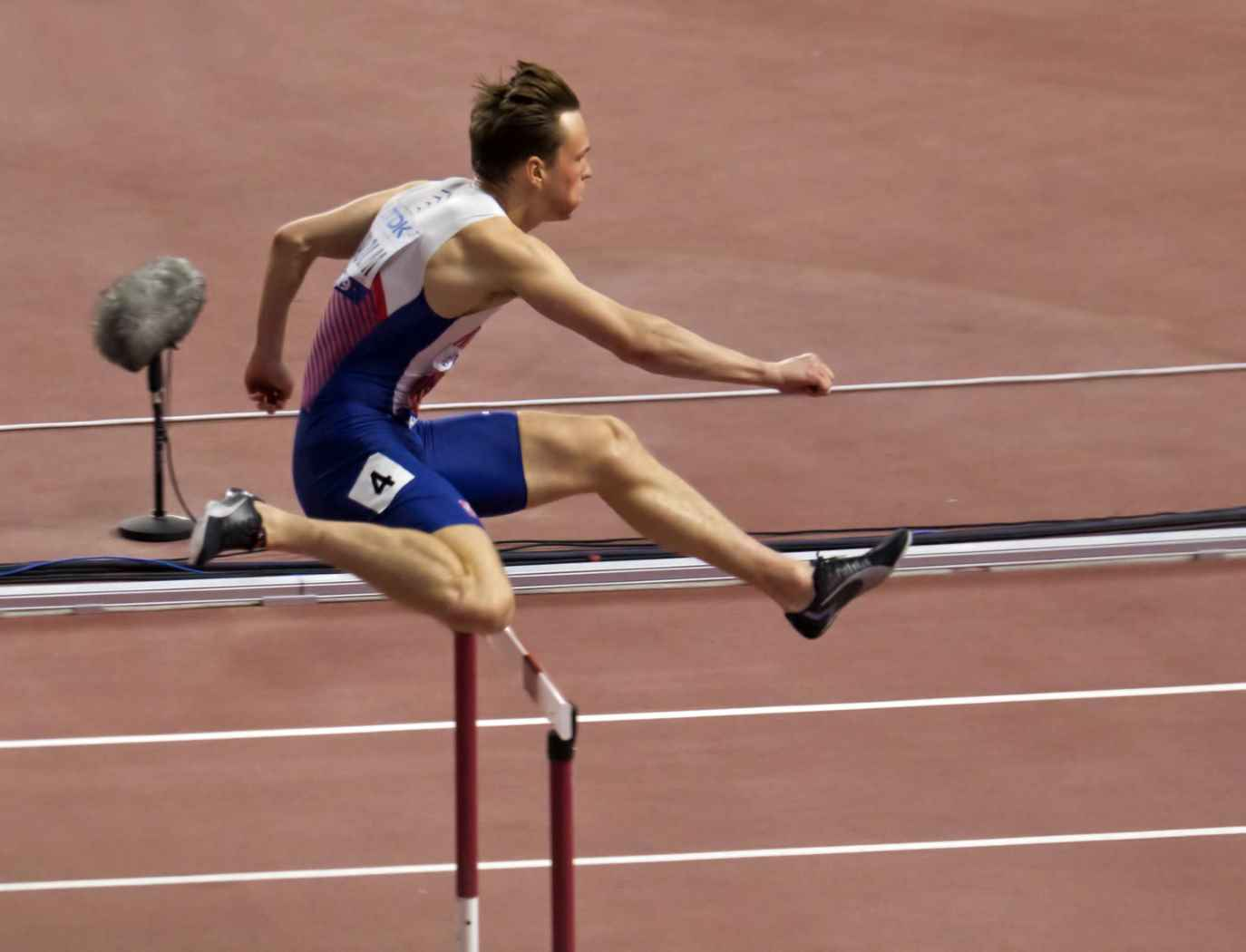
Karsten Warholm konnte seine hervorragende Leistung aus dem Halbfinale – norwegischer Landesrekord in 48,84 s – nicht wiederholen und erreichte Platz sechs
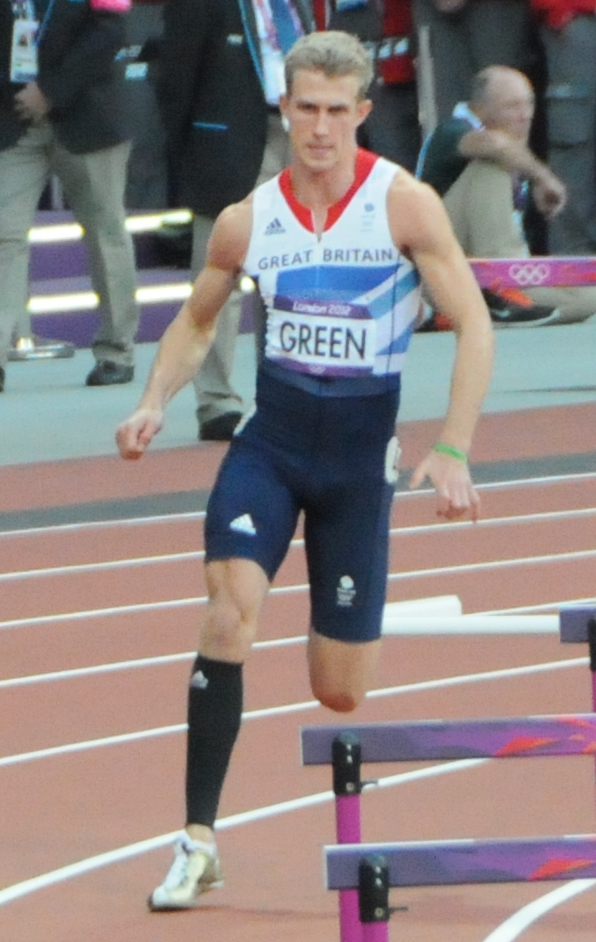
Jack Green erreichte im Finale nicht das Ziel

## Videolink
- 400m Hurdles Men's Final - European Athletics Championships 2016 auf youtube.com, abgerufen am 19. März 2023